# Röd ögonknäppare
Röd ögonknäppare (Denticollis rubens) är en skalbaggsart som beskrevs av Mathias Piller och Ludwig Mitterpacher von Mitterburg 1783. Den ingår i släktet Denticollis och familjen knäppare.

## Beskrivning
Arten är en avlång skalbagge med tydligt "knäpparutseende", röda, randiga täckvingar och likaledes röd mellankropp. Antennerna är långa, och har hos hanen avlånga antennsegment som gör antennerna klart kamliknande. Arten når en kroppslängd på mellan 11 och 16 mm.

## Utbredning
Utbredningsområdet omfattar större delen av europeiska kontinenten från Norge, Sverige och Estland i norr, till norra Spanien (men inte Portugal) och Italien i söder. Österut når det via Karpaterna i Ukraina till Turkiet och Kaukasien.
I Sverige förekommer arten i Skåne, Halland, Blekinge och Småland.
Arten saknas helt i Finland.

## Ekologi
Habitatet utgörs av lövskog och öppen mark, gärna i bergsterräng upp till 1 000 m, även om den också kan påträffas i raviner och floddalar.
Larven lever i död, murknande ved på stammar och stubbar av lövträd, i Norden framför allt bok, där den är ett rovdjur eller asätare, som åtminstone delvis lever på andra larver som förekommer i samma biotoper. Den förpuppas i maj, efter en larvtid som kan ta upp till ett par år. Den fullbildade skalbaggen lämnar puppan redan kring månadsskiftet maj/juni. De vuxna skalbaggarna lever på pollen, främst från rosväxter.

## Status
Globalt är arten inte rödlistad, utan klassificeras som livskraftig av IUCN. De konstaterar dock att habitatförlust till följd av skogsbruk kan vara en begränsande faktor, liksom alltför fragmenterad utbredning.
I Sverige är arten rödlistad som starkt hotad ("EN"), och minskar påtagligt. Även här är en fragmenterad utbredning den främsta orsaken. I framtiden kommer arten troligtvis endast förekomma i Skäralidsravinen i Skåne.